# Doryctes boninus
Doryctes boninus är en stekelart som beskrevs av Sergey A. Belokobylskij och Maeto 2008. Doryctes boninus ingår i släktet Doryctes och familjen bracksteklar. Inga underarter finns listade i Catalogue of Life.